# 出生地
出生地是个人出生时所在的地区。
在法律上，由此延伸出的出生地主義是多国认定公民國籍的法律依据:42。人口学中，出生地是人口普查和其他人口调查中，最广泛地采用的人口迁移项目之一:21。

## 中国
中国古代政府登记个人信息，多以籍贯区分。现政府登记公民信息，或与公民个人相关的档案、文件时，常见公民填写籍贯和出生地两个项目。1996年10月，中国人事部下发“专业技术职务任职资格评审表”，将常见“籍贯”改为“出生地”。人事部相关人士对《光明日报》记者表示，这是因籍贯含义不清，为填写方便，做出的改动。据记者了解，有关部门并未要求全国统一改动:9。
相对出生地的唯一性，籍贯本身的认定有多种含义，包括祖居地（祖籍）、家庭久居地、出生地、现居地、最初户籍所在地等。有作者认为，出生地为籍贯之说“虽有其合理之处，但却不符合我国的国情”，“与我国现行户籍管理制度不符，而且与历史习惯相悖。”:45